# 칼리 레이 젭슨
칼리 레이 젭슨(Carly Rae Jepsen, 1985년 11월 21일 ~ )은 캐나다의 가수이자 작곡가이다. 학창 시절과 대학 시절 대부분을 뮤지컬 극예술을 공부하며 보낸 젭슨은 2007년 《캐나디안 아이돌》 시즌 5에서 3위를 차지하며 대중의 주목을 받았다. 2008년, 젭슨은 포크 영향을 받은 데뷔 정규 앨범 《Tug of War》를 캐나다에서 먼저 발매하였고, 이 앨범은 2011년에 국제적으로도 발매되었다.
젭슨은 2012년, 호평받은 싱글 〈Call Me Maybe〉로 돌파구를 마련했다. 이 곡은 그 해 가장 많이 팔린 싱글로 선정되었으며, 1,800만 장 이상의 판매고를 올렸고, 19개국 이상에서 1위를 차지하였다. 이 성공은 젭슨에게 스쿨보이 레코드 및 인터스코프 레코드와의 주요 음반 계약을 안겨주었다. 젭슨의 두 번째 정규 앨범 《Kiss》는 그해 말 발매되었으며, 아울 시티와의 협업곡 〈Good Time〉이 수록되어 있었다. 두 곡 모두 캐나다와 미국에서 상위 10위권에 진입하였다. 2014년, 젭슨은 브로드웨이 무대에 데뷔해 《신데렐라》에서 주인공 역을 12주간 맡았다. 다음 해에는 1980년대 음악, 댄스 팝, 신스 팝의 영향을 받은 세 번째 정규 앨범 《Emotion》을 발매하였으며, 이 앨범에는 〈I Really Like You〉, 〈Your Type〉, 〈Run Away with Me〉 등의 싱글이 수록되어 있다. 2016년에는 TV 특집 프로그램 《Grease: Live》에 출연하고, 애니메이션 영화 《발레리나》에서 성우로 활약했다.
2019년에는 그리핀과 함께한 〈OMG〉로 댄스 클럽 송 차트 1위를 기록하였으며, 네 번째 정규 앨범 《Dedicated》를 발매하였다. 이 앨범에는 〈Party for One〉, 〈Now That I Found You〉, 〈No Drug Like Me〉 등의 싱글이 포함되어 있었고, 이듬해에는 B사이드 앨범 《Dedicated Side B》가 발매되었다. 여섯 번째 정규 앨범 《The Loneliest Time》은 2022년 10월에 발매되었으며, 〈Western Wind〉, 〈Beach House〉, 루퍼스 웨인라이트와의 협업곡인 동명 타이틀곡이 수록되어 있었다. 그 후속 앨범 《The Loveliest Time》은 2023년 7월에 발표되었다.
젭슨은 지금까지 주노상 3회, 빌보드 뮤직 어워드 3회, 앨런 슬레이트 상을 수상했으며, 그래미상, MTV 비디오 뮤직 어워드, 폴라리스 뮤직 프라이즈, 피플스 초이스 어워드 후보에 올랐다. 젭슨은 《빌보드》가 2025년 3월 14일 발표한 21세기 여성 아티스트 순위에서 75위에 올랐다.

## 투어
Gimmie Love Tour
- 9 November 2015 - 26 March 2016 (USA)
- 7 April - May 2016 (Canada)

Dedicated Tour
- 27 June - August 2019 (USA)
- 28 August - 19 September 2019 (Canada)
- 5 October - 23 October 2019 (Asia)
- 26 November - 4 December 2019 (Oceania)
- 7 February - 21 February 2020 (Europe)

## 음반 목록

### 정규 앨범
- 《Tug of War》 (2011)
- 《Kiss》 (2012)
- 《Emotion》 (2015)
- 《Dedicated》 (2019)
- 《Dedicated Side B》 (2020)
- 《The Loneliest Time》 (2022)
- 《The Loveliest Time》 (2023)

## 출연 작품
- 발레리나